# Keramettin, Süloğlu
Keramettin là một xã thuộc huyện Süloğlu, tỉnh Edirne, Thổ Nhĩ Kỳ. Dân số thời điểm năm 2011 là 362 người.